# Alibert (chanteur)
Pour l’article ayant un titre homophone, voir Alibert.
Henri Allibert, dit Alibert, né le 3 décembre 1889 à Carpentras (Vaucluse) et mort le 23 janvier 1951 à Marseille (Bouches-du-Rhône) est un chanteur, acteur et librettiste français.

## Biographie

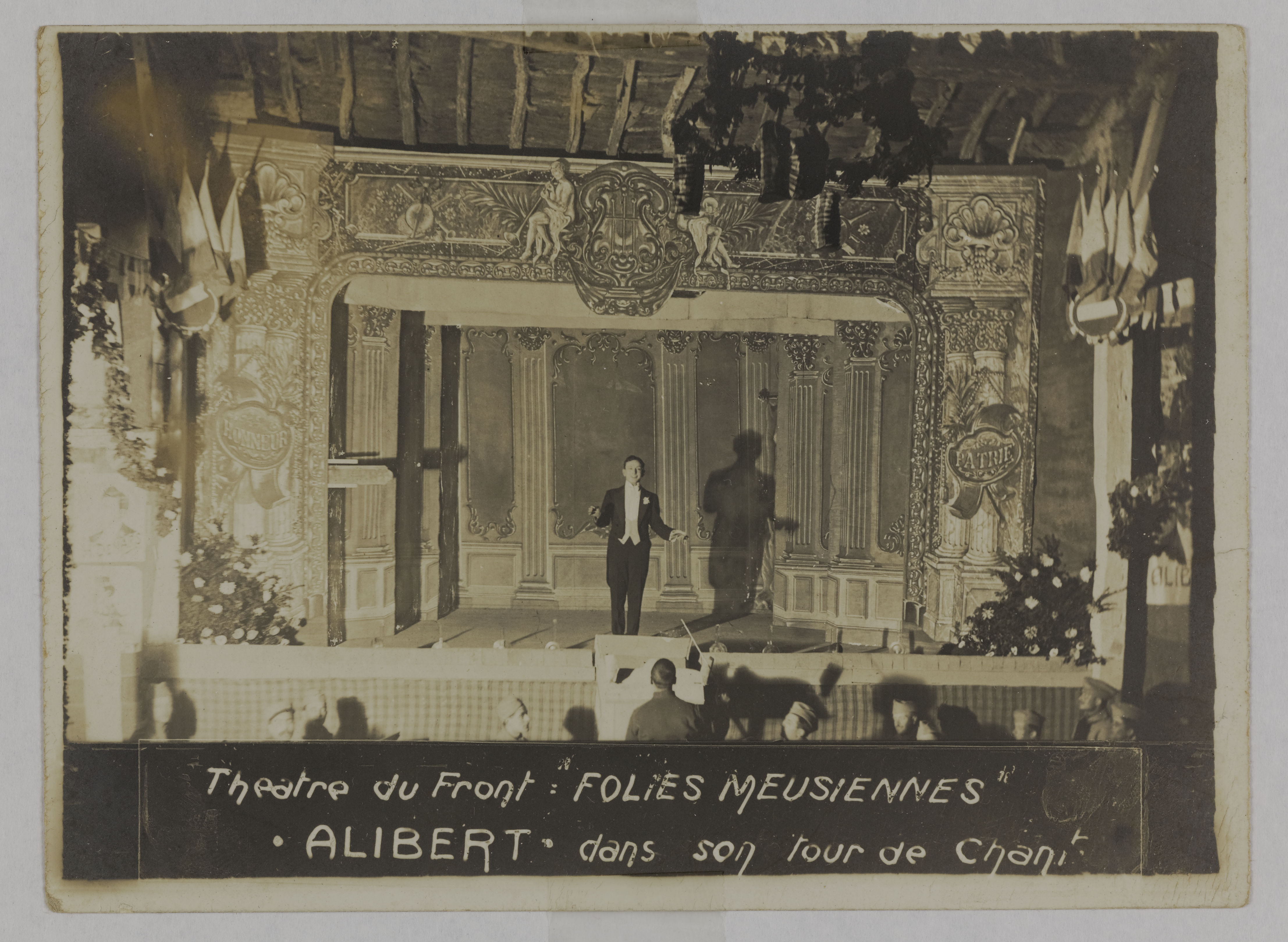
Alibert en représentation pour les soldats au front lors de la Première Guerre mondiale.

Ce vauclusien fait ses premiers pas dans la chanson à Marseille et monte à Paris dès 1908, où il fait entendre son accent du Midi, sous les cintres de Bobino. Il se lance dans un tour de chant sans grande originalité à la manière de son aîné, le célèbre Polin. Par la suite, il imite Mayol. 

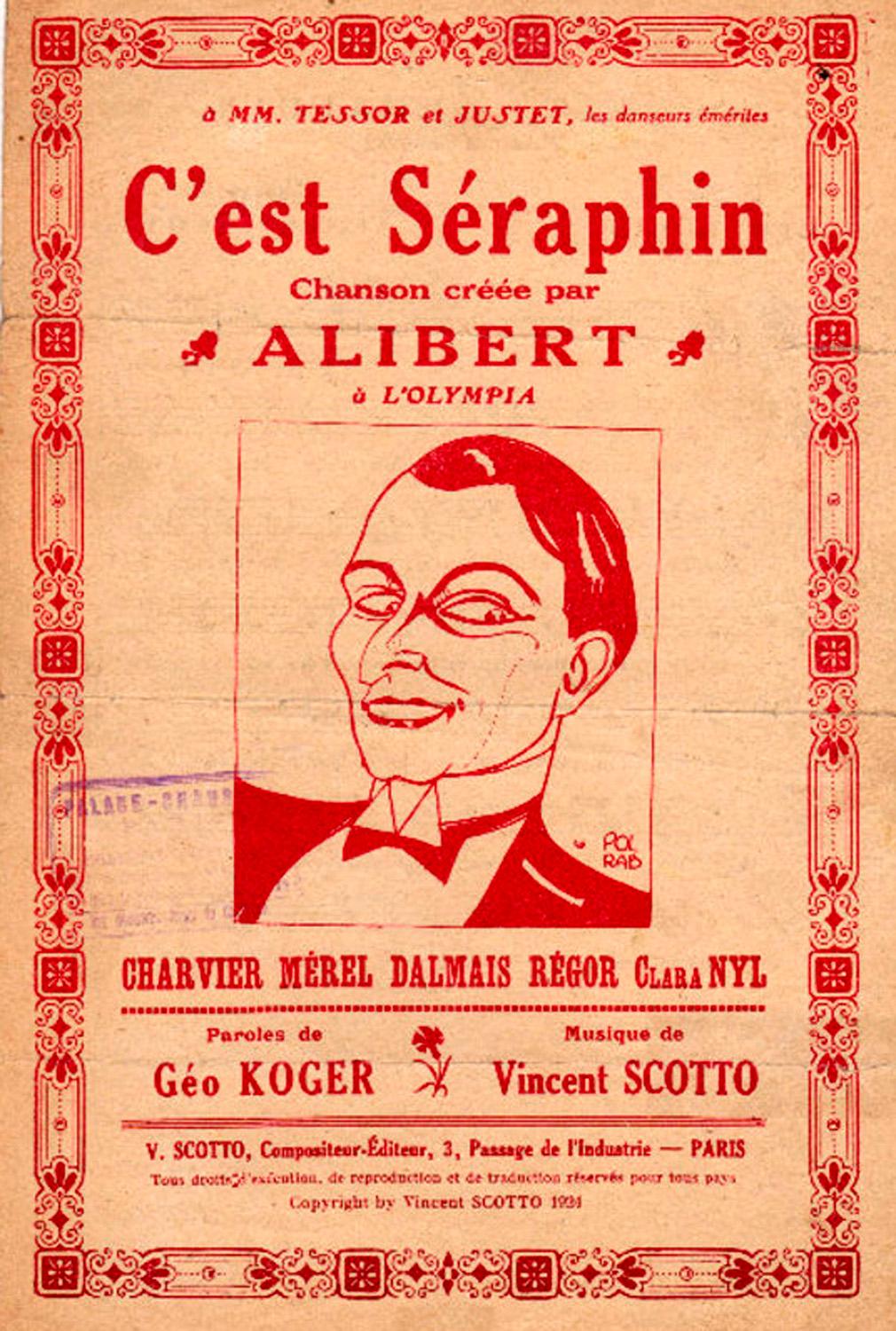
C'est Séraphin avec Alibert caricaturé par Pol Rab, 1924.

Après la Première Guerre mondiale et profitant de l'euphorie qui suit, il devient fantaisiste et obtient dans ses revues, un important succès populaire. À cette époque, il enregistre Jazz band partout,.
Tout s'accélère en 1928, lorsque son beau-père Vincent Scotto lui signe la chanson, Mon Paris ; ce titre lui permet de révéler selon les critiques, un authentique talent et un certain charme. 
Définitivement lancé et incarnant le « Méridional des Méridionaux », il est largement réclamé pour sa fantaisie. Ainsi, il joue dans l'opérette Elle est à nous en 1929, puis poursuit avec les grands succès populaires Au pays du soleil (1932), Trois de la marine (1933) et Arènes joyeuses (Zou ! Le midi bouge, 1934).
Entre-temps, il s'essaie à la chanson coloniale en vogue à cette époque, notamment avec la chanson Nénufar, composée pour l'exposition coloniale de 1931, à Paris.
Dès lors, il crée deux opérettes ou films chaque année. On note ainsi Un de la Canebière en 1936, suivi du film Les Gangsters du château d'If, Titin des Martigues et Un soir à Marseille en 1937 avant d'incarner Le Roi des galéjeurs en 1938. 
Son rythme de création est à peine ralenti au cours de la Seconde Guerre mondiale avec Ma Belle Marseillaise (Émile Audiffred - Tutellier - Marc-Cab) (1940), Port du soleil (1941) et Les Gauchos de Marseille (1943).
En février 1946, aux côtés de Raimu, il reprend au Théâtre des Variétés de Paris, le rôle incarné au cinéma par Pierre Fresnay dans la première adaptation au théâtre du film César de Marcel Pagnol.
L'après-guerre semble remettre en cause la « vieille école » dont il fait partie ; à partir de cette période, il se consacre entièrement à ses activités de scénariste, parolier et compositeur, devenant même, directeur du théâtre des Deux Ânes. 
Il meurt en 1951, âgé de 61 ans. Il est inhumé à Marseille, au cimetière Saint-Pierre, dans le carré où reposent également Henri Bourelly dit Rellys, Vincent Scotto et Gabrielle Caire dite Gaby Deslys. 
Son épouse Antoinette Scotto, née en 1898, meurt en 1973.

## Chansons à succès
- Le Plus Beau Tango du monde
- Un petit cabanon
- Vous avez l'éclat de la rose
- Le Noël des petits santons
- Adieu, Venise provençale
- Quand on a ces yeux là
- À petits pas
- Miette
- Faites ça pour moi
- À Toulon
- Sur le plancher des vaches
- Les Pescadous
- C'est Séraphin
- Cane... Cane... Canebière
- En Avignon
- À Marseille, un soir
- Mon Paris
- Le Plaisir de la pêche
- Valse du Racati
- Nice la belle
- Des Sablettes à Tamaris
- Constantinople
- Elle a des petites chaussettes
- Jazz band partout
- Tout l'pays l'a su
- Nénufar
- Sérénade de Noël

## Filmographie
- 1930 : Cendrillon de Paris de Jean Hémard
- 1933 : Au pays du soleil de Robert Péguy, (scénario et rôle de Titin)
- 1934 : Trois de la marine de Charles Barrois
- 1935 : Arènes joyeuses de Karl Anton, (scénario et rôle de Rémy)
- 1937 : Titin des Martigues de René Pujol, Titin
- 1937 : Un de la Canebière de René Pujol
- 1938 : La Vie des artistes de Bernard Roland
- 1939 : Les Gangsters du château d'If de René Pujol
- 1940 : Le Roi des galéjeurs de Fernand Rivers
- 1946 : Au pays des cigales de Maurice Cam
- 1946 : L'Affaire du Grand Hôtel d'André Hugon, Tonin

## Théâtre
- 1922 : Antigone de Jean Cocteau dans le rôle de Hémon
- 1927 : Femmes et sports de Henri Varna, Geo Koger, Emile Audiffred, Vincent Scotto.
- 1929 : Elle est à nous
- 1932 : Au pays du soleil
- 1933 : Trois de la Marine de René Sarvil et Vincent Scotto, théâtre de l'Ambigu
- 1934 : Arènes joyeuses
- 1934 : Zou ! Le Midi bouge
- 1935 : Un de la Canebière d'Alibert, René Sarvil et Raymond Vincy, musique Vincent Scotto, théâtre des Célestins
- 1937 : Les Gangsters du château d'If
- 1938 : Le Roi des galéjeurs
- 1940 : Ma belle Marseillaise Georges Sellers, Émile Audiffred, Tutelier, théâtre des Variétés